# Лига 2 (Шотландия)
Шотландская Лига 2 (англ. Scottish League Two) — четвертый уровень Шотландской профессиональной футбольной лиги, основанной в 2013 году, слиянием Шотландской Премьер-лиги и Футбольной Лиги Шотландии . Эквивалент бывшего Третьего дивизиона ШФЛ.

## Формат соревнования
Лига состоит из 10 команд, которые играют между собой по 4 раза (2 дома и 2 на выезде). Команды получают 3 очка за победу и 1 очко за ничью. В случае поражения баллы не начисляются. В случае, когда несколько команд набрали одинаковое количество очков, учитывается сначала разница забитых и пропущенных мячей, а затем количество забитых мячей. В конце каждого сезона клуб с наибольшим количеством очков объявляется победителем первенства. Если количество набранных очков в нескольких команд равное, то разница мячей, а затем (при одинаковой разности) количество забитых мячей определяют победителя. Команда, занявшая первое место по итогам сезона, напрямую попадает в Лигу 1. Клубы, занявшие второе, третье и четвёртые места, играют стыковые матчи за право выступать в Первой лиге. Последняя в таблице команда играет в плей-офф за возможность остаться во Второй лиге с победителем стыковых матчей между чемпионами Футбольной лиги Хайленда и Футбольной лиги Ловленда.

## Команды лиги в сезоне 2022/23
Клуб играл в прошлом сезоне в Первой лиге Клуб играл в прошлом сезоне во Второй лиге Клуб играл в прошлом сезоне в Лиге Хайленда или Лиге Лоуленда
| Команда                | Город        | Стадион                  | Главный тренер   | Место в прошлом сезоне | Первый сезон на третьем уровне | Последняя победа на третьем уровне |
| ---------------------- | ------------ | ------------------------ | ---------------- | ---------------------- | ------------------------------ | ---------------------------------- |
| Альбион Роверс         | Котбридж     | Клифтонхилл (1238)       | Кларк Сэнди      | 8                      | 1994/95                        | 2014/15                            |
| Аннан Атлетик          | Аннан        | Галабанк (2504)          | Питер Мёрфи      | 3                      | 2008/09                        | —                                  |
| Бонниринг Роуз Атлетик | Бонниригг    | Нью Дандас Парк (2200)   | Робби Хорн       | 1                      | 2022/23                        | —                                  |
| Дамбартон              | Дамбартон    | Дамбартон Стадиум (2020) | Стивен Фаррел    | 9                      | 1997/98                        | 2008/09                            |
| Ист Файф               | Метхил       | Бэйвью (1980)            | Грейг Макдональд | 10                     | 1999/00                        | 2015/16                            |
| Элгин Сити             | Элгин        | Боро Бриггс (4520)       | Росс Дрейпер     | 9                      | 2000/01                        | —                                  |
| Форфар Атлетик         | Форфар       | Стейшн Парк (6777)       | Рэй Маккиннон    | 2                      | 1994/95                        | 1994/95                            |
| Стенхаусмюир           | Стенхаусмюир | Очилвью (3746)           | Гэри Нейсмит     | 5                      | 1998/99                        | —                                  |
| Стирлинг Альбион       | Стирлинг     | Фортбанк (3808)          | Даррен Янг       | 7                      | 2001/02                        | —                                  |
| Странраер              | Странраер    | Стейр Парк (4178)        | Скотт Энгнью     | 6                      | 2003/04                        | 2003/04                            |

## Призёры
| Сезон   | Победитель       | 2-е место      | 3-е место        | Бомбардиры                         | Бомбардиры |
| Сезон   | Победитель       | 2-е место      | 3-е место        | Игрок                              | Голы       |
| ------- | ---------------- | -------------- | ---------------- | ---------------------------------- | ---------- |
| 2013/14 | Питерхед         | Эннан Атлетик  | Стирлинг Альбион | Рори Макаллистер (Питерхед)        | 32         |
| 2014/15 | Альбион Роверс   | Куинз Парк     | Арброт           | Питер Уэзерсон (Эннан Атлетик)     | 22         |
| 2015/16 | Ист Файф         | Элгин Сити     | Клайд            | Натан Остин (Ист Файф)             | 22         |
| 2016/17 | Арброт           | Форфар Атлетик | Аннан Атлетик    | Шейн Сазерленд (Элгин Сити)        | 18         |
| 2017/18 | Монтроз          | Питерхед       | Стирлинг Альбион | Дэвид Гудуилли (Клайд)             | 25         |
| 2018/19 | Питерхед         | Клайд          | Эдинбург Сити    | Блэр Хендерсон (Эдинбург Сити)     | 30         |
| 2019/20 | Коув Рейнджерс   | Эдинбург Сити  | Элгин Сити       | Митчел Меггинсон (Коув Рейнджерс ) | 24         |
| 2020/21 | Куинз Парк       | Эдинбург Сити  | Элгин Сити       | Кейн Хестер (Элгин Сити)           | 15         |
| 2021/22 | Келти Хартс      | Форфар Атлетик | Аннан Атлетик    | Натан Остин (Келти Хартс)          | 17         |
| 2022/23 | Стирлинг Альбион | Аннан Атлетик  | Дамбартон        | Томми Госс (Аннан Атлетик)         | 23         |

## Индивидуальнее награды
| Сезон   | Тренер года                   | Игрок года (ШПФЛ)              | Игрок года (ПФА)             |
| ------- | ----------------------------- | ------------------------------ | ---------------------------- |
| 2022/23 | Даррен Янг (Стирлинг Альбион) | Дейл Каррик (Стирлинг Альбион) | Чарли Рейли (Альбион Роверс) |

## Рекорды
- Самая крупная домашняя победа: 8-0 — «Ист Файф» против «Странраера», 15 апреля 2023 г..[8]
- Самая крупная выездная победа: 1-7 — «Стирлинг Альбион» против «Коу Рейнджерс» , 10 марта 2020 г.[8]
- Самый результативный матч: 4-5 — «Элгин Сити» против «Аннан Атлетик» 25 апреля 2015 г.[8]
- Наибольшее количество очков за сезон:  81 — «Келти Хартс» в сезоне 2021/22[9]
- Наименьшее количество очков за сезон: 19 — «Бервик Рейнджерс» в сезоне 2018/19[10]
- Наибольшее количество голов за сезон: 79 — «Питерхед» в сезоне 2017/18[11]
- Наименьшее количество голов за сезон: 23 — «Коуденбит» в сезоне 2017/18[12]
- Наибольшее количество пропущенных голов за сезон: 91 — «Бервик Рейнджерс» в сезоне 2018/19[12]
- Наименьшее количество пропущенных голов за сезон: 28 — «Келти Хартс» в сезоне 2021/22[11]
- Самая высокая посещаемость: 2380— «Монтроуз» против «Элгин Сити» 28 апреля 2018 г.[8]
- Самая низкая посещаемость: 145— «Альбион Роверс» против «Аннан Атлетик» 29 декабря 2018 г.[8]
- Наибольшая средняя посещаемость матчей: 556 в сезоне 2015/16[13]